# USS Hake (SS-256)
L'USS Hake (SS / AGSS-256) est un sous-marin de classe Gato construit pour l'United States Navy pendant la Seconde Guerre mondiale.
Sa quille est posée le 1er novembre 1941 au chantier naval Electric Boat Company de Groton, dans le Connecticut. Il est lancé le 17 juillet 1942, parrainé par Mme Martha Richards Fletcher, épouse du contre-amiral Frank Jack Fletcher ; et mis en service le 30 octobre 1942, sous le commandement du lieutenant commander John Cozine Broach.

## Historique

### Seconde Guerre mondiale
Le Hake mène sa première patrouille depuis New London le 8 avril 1943. Sa mission consiste à la Lutte anti-sous-marine (ASM) contre des sous-marins allemands dans l'Atlantique Nord. Aucun contact n'est établi et le submersible arrive à Helensburgh, en Écosse, mettant fin à sa patrouille le 29 avril. Il reprend ensuite la mer le 27 mai 1943 pour le large des Açores dans le cadre de la lutte ASM. Après avoir rencontré quelques cibles, il fait route vers New London qu'il atteint le 17 juillet.
Affecté au Pacifique, le Hake appareille de New London le 25 août 1943 pour San Diego, via le canal de Panama. Après une période d'entraînement au large des côtes californiennes, il embarque pour l'ouest du Pacifique le 6 décembre. Réarmé à Pearl Harbor, le submersible appareille du port pour sa troisième patrouille de guerre le 27 décembre 1943. Il localise le navire auxiliaire japonais Nigitsu Maru en route vers le Japon le 11 janvier 1944. Après une poursuite d'une journée pour prendre position, il l'envoie par le fond le lendemain. Le sous-marin rejoint la zone des îles Philippines, patrouillant au large de Luçon et vers le sud jusqu'à Mindanao.
La nuit du 26 janvier, il attaque un pétrolier et l'endommage, avant de prendre la fuite à la suite de dégâts considérables provoqués par la contre-attaque aux charges de profondeur. Il localise ensuite trois navires avec deux escortes le 1er février. Six torpilles sont tirées au cours duquel deux des trois bâtiments sont envoyés par le fond : les Tacoma Maru et Nanka Maru. Le Hake achève ainsi sa patrouille en rejoignant Fremantle, en Australie, le 20 février 1944.
Sa quatrième patrouille l'emmène dans la mer de Chine méridionale, près de Singapour, après son départ de Fremantle le 18 mars 1944. Il rencontre sa première cible le 27 mars au sud-ouest de Bornéo, il s'agit du Yamamizu Maru, un pétrolier sans escorte. Celui-ci est torpillé et coulé avec deux torpilles. Après une attaque contre le convoi Hi-55 dans la nuit du 1er avril au cours de laquelle il endommage plusieurs navires, le Hake a un accrochage avec plusieurs des escortes, avant de ratisser la zone à la recherche d'autres transports sans succès jusqu'au 30 avril, date à laquelle il atteint Fremantle.
Pour sa cinquième patrouille de guerre, commençant le 23 mai, le Hake est affecté au sud-ouest de Mindanao. Sa mission principale consiste à attaquer le transport maritime tout en servant de piquet radar afin d'alerter les forces américaines en cas d'approche de la flotte japonaise, qui devait transiter de Tawi Tawi vers les îles Mariannes. Visant le destroyer Kazagumo le 8 juin, le sous-marin le coule  De violentes attaques l'empêche de couler l'un des destroyers qui l'accompagnait. Lors de cette patrouille, il torpille et coule deux autres navires : le cargo Kinshu Maru est coulé le 17 juin après quatre coups au but et un transport de troupes lourdement chargé est coulé trois jours plus tard à l'entrée du golfe de Davao. Le submersible retourne à Fremantle le 11 juillet 1944. Au cours de cette patrouille, le Hake est témoin de la perte de l'USS Harder.
Il retourne dans son secteur de patrouille au large des Philippines, le 5 août. Au cours de sa sixième patrouille de guerre, il endommage le destroyer Hibiki à l'est de Luçon, sans le couler en raison des patrouilles aériennes et de surface extrêmement actives des forces japonaises. Le Hake retourne à Fremantle le 24 septembre 1944.
En partant le 20 octobre pour sa septième patrouille de guerre, le Hake rencontre peu de contact. Opérant en compagnie des Hardhead et Growler (perdu durant la patrouille), le Hake passe 16 heures intenses du 7 au 8 novembre, dénombrant près de 150 attaques de charges de profondeur et subissant des dégâts considérables.
Le 19 novembre, le Hake torpille le croiseur léger japonais Isuzu à l'ouest de Corregidor, endommageant son gouvernail.
Le Hake est ensuite envoyé en mission spéciale au large de l'île de Panay, où il donne rendez-vous avec des guérilleros philippins pour embarquer 29 aviateurs américains abattus lors de récentes attaques aériennes. Le submersible parvient à rejoindre sans incident Fremantle le 16 décembre.
Il appareille de Fremantle pour sa huitième patrouille de guerre le 12 janvier 1945. Après avoir ratissé la mer de Chine méridionale (à ce moment presque dénuée de cibles) pendant près d'un mois, il se dirige vers San Francisco qu'il atteint le 13 mars.

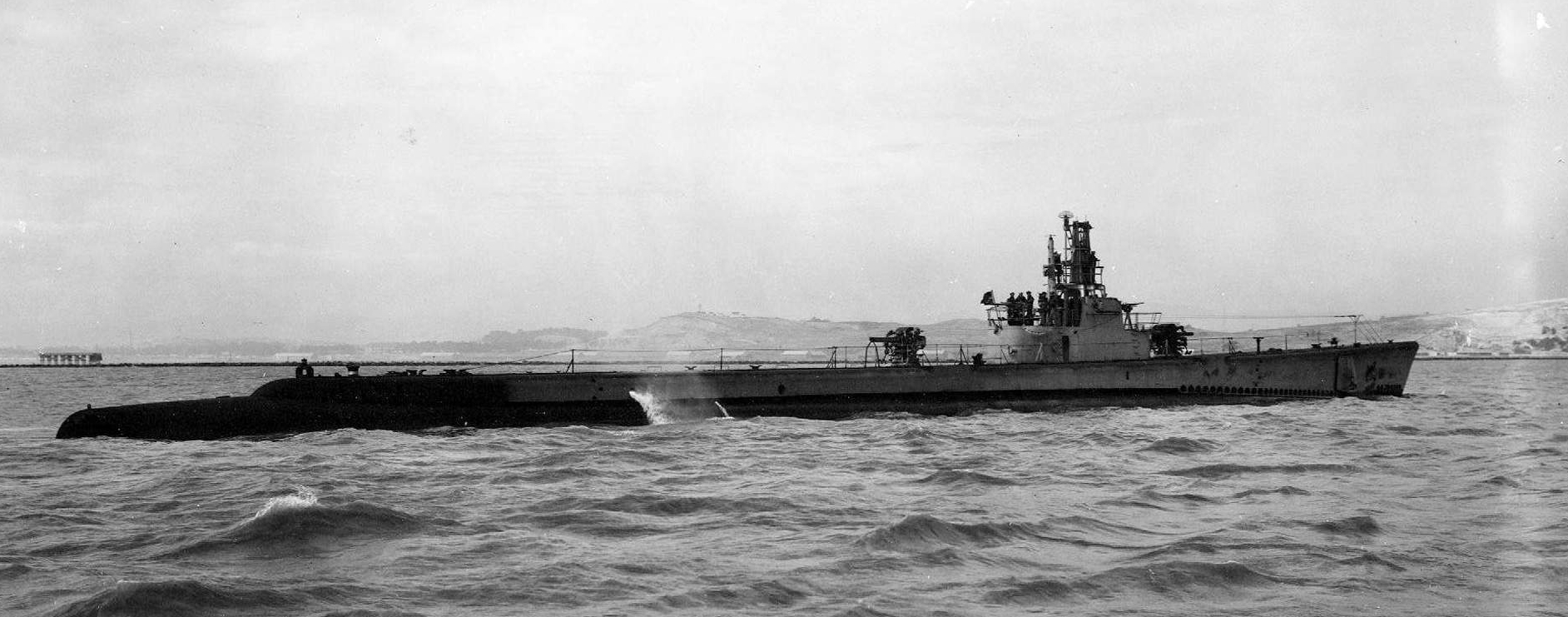
Le Hake vue de tribord au large de Mare Island (Californie) le 29 mai 1945.

Après une révision, il appareille de la côte ouest environ deux mois plus tard et débute sa neuvième patrouille de guerre dans le Pacifique le 20 juillet 1945. Le Hake mène des opérations de surveillance des côtes japonaises lors des frappes aériennes contre le Japon. Lors de la capitulation du Japon, son équipage est l'un de celui des douze sous-marins américains à assister aux cérémonies historiques à bord du cuirassé Missouri dans la baie de Tokyo.

### Après-guerre
Après la signature de l'armistice, le Hake débute le long voyage de retour à New London, via le canal de Panama. Désarmé dans son port d'attache le 13 juillet 1946, il est placé en réserve le 15 octobre 1956 pour servir de navire-école au 4e district naval de Philadelphie, en Pennsylvanie. Sa classification est modifiée en AGSS-256, en tant que sous-marin auxiliaire, le 6 novembre 1962. Sa fin de carrière consiste à servir de navire-école pour les réservistes à Philadelphie jusqu'à ce qu'à son retrait du Naval Vessel Register le 1er mars 1967. Il est vendu pour démolition le 5 décembre 1972.

## Décorations
Le Hake a reçu sept battle stars pour son service pendant la Seconde Guerre mondiale.